# Shelley-Ann Brown
Shelley-Ann Brown (n. 15 martie 1980, Scarborough⁠(d), Ontario, Canada) este o sportivă ce a reprezentat Canada, medaliată olimpică. A participat la o ediție a Jocurilor Olimpice (2010) în care a câștigat o medalie de argint.

## Participări
Lista de mai jos prezintă principalele competiții la care a participat Shelley-Ann Brown de-a lungul carierei.
- bobsleigh at the 2010 Winter Olympics – two-woman[*]